# Nemoptera
Nemoptera is een geslacht van insecten uit de familie Nemopteridae. 

## Soorten
- Nemoptera bipennis (Illiger, 1812)
- Nemoptera alba Olivier, 1811
- Nemoptera coa (Linnaeus, 1758) – Griekse wimpelstaart
- Nemoptera sinuata Olivier, 1811
- Nemoptera aegyptiaca Rambur, 1842
- Nemoptera orientalis Olivier, 1791
- Nemoptera rachelii U. Aspöck et al., 2006